# 박윤희 (배우)
박윤희(1967년 12월 27일 ~ )는 대한민국의 남성 배우다.

## 프로필

### 학력
- 서울예술대학 연극과 졸업

### 데뷔
- 1991년 연극배우 첫 데뷔하였고 이후 1999년 영화배우 데뷔하였으며 현재 연극 배우와 뮤지컬 배우로 활동하고 있다.

## 출연작

### 영화
- 1999년 《아무도 대답하지 않는다》
- 2002년 《2424》... 동해일보 역
- 2003년 《튜브》... 정비사 역
- 2004년 《내 여자친구를 소개합니다》... 폐공장 인질범 역
- 2004년 《내 머리 속의 지우개》... 레스토랑 지배인 역
- 2008년 《신기전》... 대신 4 역
- 2009년 《낙원 - 파라다이스》... 승재 역
- 2011년 《남쪽평야》
- 2013년 《집으로 가는 길》 ... 신 PD 역
- 2019년 《엑시트》 ... 소방서장 역
- 2022년 《비상선언》 ... 일본 관제사 역
- 2022년 《헌트》 ... 목성사 사내 역
- 2023년 《다음 소희》 ... 센터장 역
- 2024년 《탈주》 ... 총정치국장 역

### 드라마
- 2004년 EBS 《명동백작》
- 2005년 EBS 《지금도 마로니에는》
- 2009년 MBC 《선덕여왕》
- 2020년 JTBC 《허쉬》 ... 이용민 역
- 2022년 tvN 《스물다섯 스물하나》 ... 이진과 이현의 아버지 역
- 2022년 tvN 《군검사 도베르만》 ... 홍무섭 역
- 2022년 TV조선 《마녀는 살아있다》 ... 김지일 역
- 2022년 ENA 《이상한 변호사 우영우》 … 판사 역
- 2022년 JTBC 《사랑의 이해》 … 안인재 역
- 2022년 Netflix 《더 글로리》 … 김종문 역
- 2023년 tvN 《이로운 사기》 … 서원교도소 교도관 역
- 2024년 tvN 《선재 업고 튀어》 … 김 형사 역
- 2024년 KBS2 《함부로 대해줘》 … 이범교 역
- 2024년 KBS2 《드라마 스페셜 - 모퉁이를 돌면》 … 성호길 역
- 2025년 tvN 《미지의 서울》 … 한국금융관리공사 사장 역

### 연극
- 2008년 고곤의 선물, 억울한 여자, 이름을 찾습니다, 비계덩어리
- 2009년 13월의 길목, 나생문, 억울한 여자
- 2010년 심판, 친정엄마와 2박 3일, 억울한 여자
- 2011년 오이디푸스, 푸르른 날에
- 2012년 아워 타운

### 뮤지컬
- 2011년 맘마미아

### 라디오 프로그램
- 2016년 EBS FM 《EBS 책 읽는 라디오 낭독 시리즈》

## 수상
- 2007년 동아연극상 신인인기상
- 2007년 거창국제 연극제 남자연기상